# اولگ تاباکف
اولگ تاباکف (روسی: Олег Павлович Табаков؛ زادهٔ ۱۷ اوت ۱۹۳۵ - درگذشته ۱۲ مارس ۲۰۱۸) یک هنرپیشه و کارگردان هنری اهل روسیه بود. وی از سال ۱۹۵۶ میلادی تاکنون مشغول فعالیت بوده‌است.
از فیلم‌هایی که وی در آن نقش داشته است، می‌توان به جنگ و صلح، چشمان سیاه، ابلوموف و جانبداری اشاره کرد.
وی همچنین برنده جوایزی همچون جایزه دولتی اتحاد شوروی و جایزه هنرمند مردمی اتحاد جماهیر شوروی شده است.